# 皮迪 (北卡羅萊納州安森縣)
皮迪（英語：Pee Dee）是位於美國北卡羅萊納州安森縣的非建制地區。

## 歷史
皮迪的郵局於1839年設立，其後於1954年停運。

## 地理
皮迪所處的海拔為高於海平面72米（即236英呎），而該地所採用的時區為UTC-5，即北美东部时区（EST）。同時該地設有夏令時間，為UTC-5調快一小時，即UTC-4（EDT）。